# Cenolia
Genre
Cenolia est un genre de crinoïde de la famille des Comatulidae (ordre des Comatulida).

## Description et caractéristiques
La bouche est excentrée à l'âge adulte. Ces comatules ont jusqu'à 41 bras, un centrodorsal circulaire à pentagonal, et toujours des cirrhes. Les épines des pinnules orales forment des marches transversales.

## Liste des espèces
Selon World Register of Marine Species (7 avril 2015) :
- Cenolia amezianeae Messing, 2003 -- Nouvelle-Calédonie et Vanuatu
- Cenolia benhami (AH Clark, 1916) -- Australie du sud et Tasmanie
- Cenolia glebosus Rowe, Hoggett, Birtles & Vail, 1986 -- Australie
- Cenolia spanoschistum (HL Clark, 1916) -- Nord de la Nouvelle-Zélande
- Cenolia tasmaniae (AH Clark, 1918) -- Quart sud-est de l'Australie
- Cenolia trichoptera (Müller, 1846) -- Australie australe

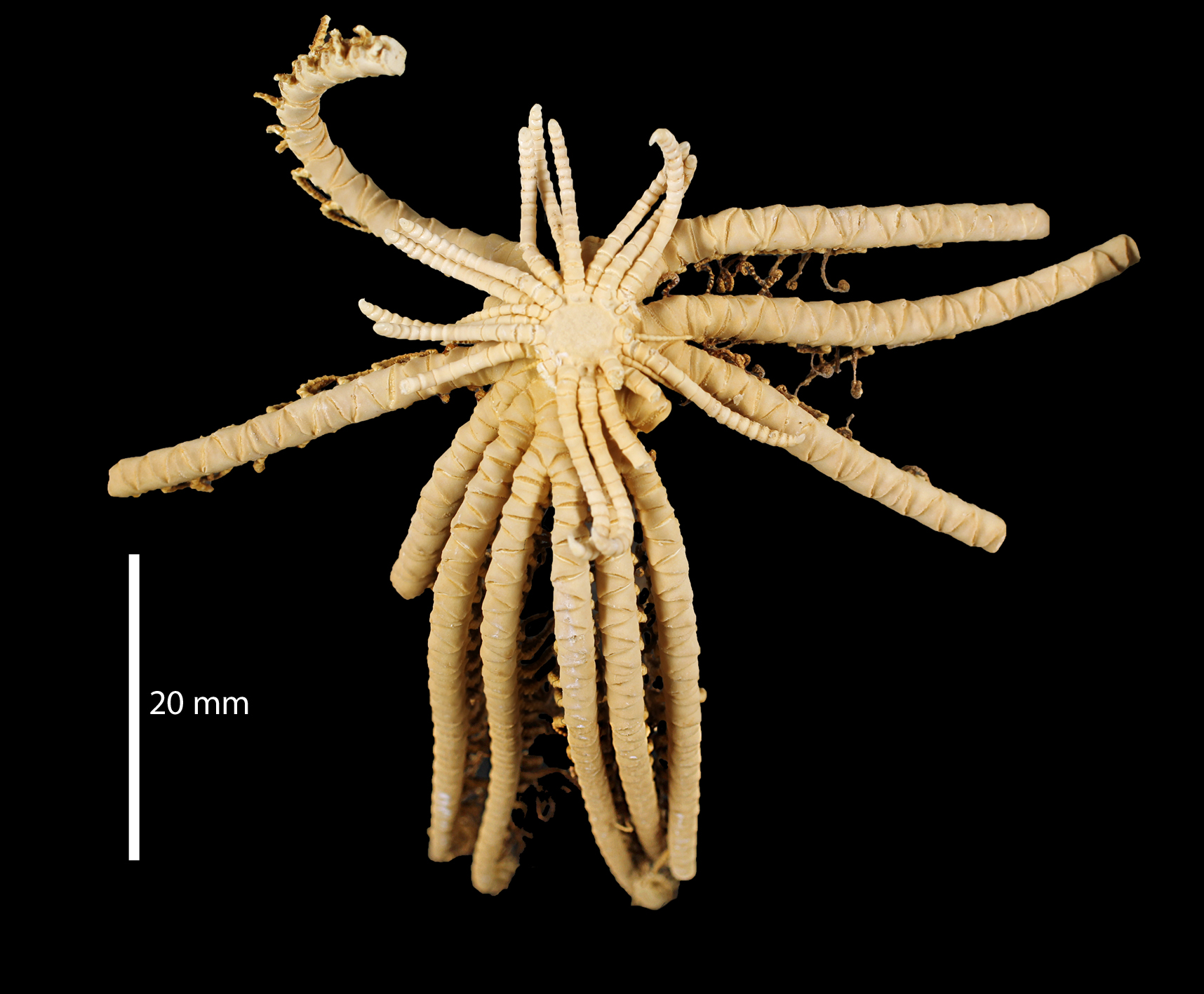
Cenolia amezianeae (MNHN)
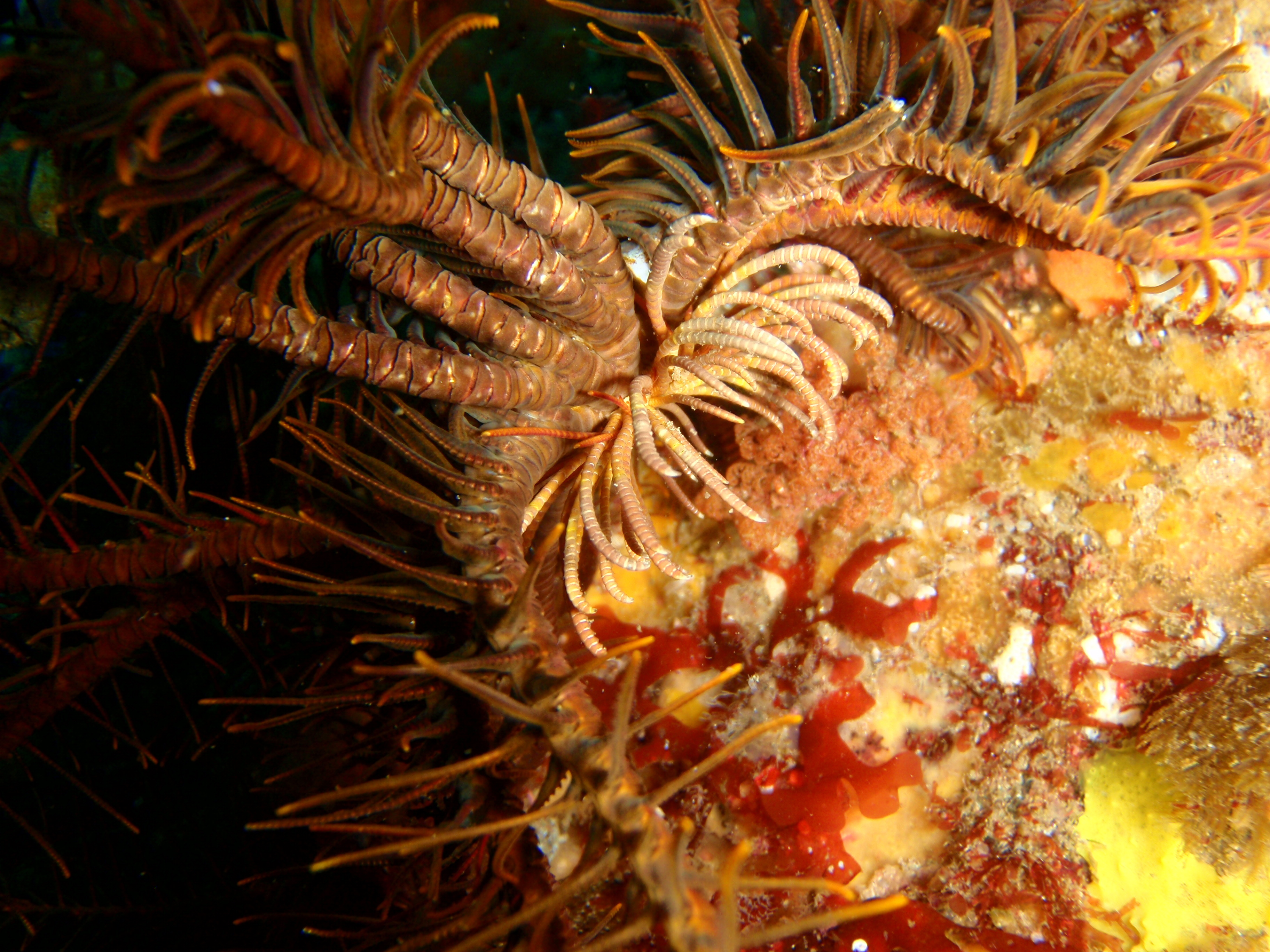
Cenolia trichoptera